# Burg Salignac
Die Burg Salignac ist eine Höhenburg inmitten des Périgord noir am Rande der Gemeinde Salignac-Eyvigues in der französischen Region Nouvelle-Aquitaine im Département Dordogne. Das Anwesen ist nicht zu besichtigen. 
Die Ursprünge der befestigten, im  12. und 13. Jahrhundert erneuerten Burg reichen zurück in das 11. Jahrhundert. Im Hundertjährigen Krieg und in den Religionskriegen spielte die Festung der Herren von Salignac de la Mothe-Fénelon eine wichtige Rolle. Berühmtestes Mitglied der Familie war der Schriftsteller François Fénelon. 1545 ging das Anwesen auf die Familie de Gontaut-Biron über, die im 15. und 17. Jahrhundert die meisten der heutigen Gebäude im Stil der Renaissance errichteten ließ. 
Die Burg Salignac ist noch heute von einem Wall umgeben. Der zweigeschossige Haupttrakt mit seinem steingedeckten Dach und den Kreuzstockfenstern wird von Rundtürmen mit Kegeldächern und Vierecktürmen flankiert. 
Als die Burg noch besichtigt werden konnte, war auch das Interieur ein Anziehungspunkt für Besucher, besonders die großen Kamine im Waffensaal und in der großen Halle sowie die Renaissance-Möbel und flämischen Tapisserien. Die Reste einer romanischen Kapelle mit Teilen alter Fresken und die Verliese gehören zu den ältesten Teilen der Burg.